# Río Trimaz
El río Trimaz es un río de la provincia de Lugo, Galicia, España, que nace en los montes de Germade, y en su curso alto se encuentra la laguna o charca del Alligal, entre las parroquias de Codesido y Santaballa, pertenecientes al ayuntamiento de Villalba.
La unión del río Trimaz y el río Madalena, en el lugar de Os Pasos, en el municipio de Villalba, dan lugar al río Ladra, por lo que ambos son sus fuentes.